# آسکاری ای۱۰
آسکاری ای۱۰ (Ascari A۱۰) خودرویی است که از سال ۲۰۰۶–کنون در بنبوری و انگلند تولید شده‌است.
این خودرو در کلاس خودرو اسپورت قرار گرفته و طراحی آن خودروهای موتور وسط عقب-محور عقب بوده است. سیستم جعبه‌دندهٔ آن ۶ دنده به صورت دستی است.